# プロパガンダ・モデル
プロパガンダ・モデルとは、ノーム・チョムスキーとエドワード・S・ハーマンの共著である「マニファクチャリング・コンセント」において示された概念であり、メディアが誠意・善意に基づいて無自覚的にプロパガンダに加担することを通して、民主主義がコントロールされる過程を解明したものである。

## 概要
チョムスキーとハーマンはプロパガンダ・モデルを以下の第1〜第5フィルターに分類する。
- 第1フィルター:マスメディアの規模・所有者・利益志向
- 第2フィルター:広告という営業認可装置
- 第3フィルター:マスメディアの情報源
- 第4フィルター:「集中砲火」とその仕掛け人
- 第5フィルター:制御メカニズムとしての反共思想

これらの要素が互いに影響・補強し合ってプロパガンダが作成・運用されるとした。
この5つのフィルターによる濾過装置により、エリートのメディア支配と反体制派の存在の軽視があまりに自然に起こるので、（基本的に誠意や善意に基づく）メディア報道に携わる人々が自分たちは「客観的に」ニュースを選別し解釈していると思い込むようになる。
これに加えて、「二分法によるプロパガンダ・キャンペーン」、つまり重要な国内権力の利害に役立つかどうかによって、系統的で高度に政治的な二分法による分類が行われ、メディアの門をくぐるニュースのより一層の絞り込みがされるという。

## 前提
チョムスキーはマスメディアの働きを「メッセージとシンボルを一般庶民に伝達するシステム」とし、その役割を「個人に一定の価値観や信条、行動規範を教え込み、それによって、より大きな社会の仕組みに彼らを溶け込ませること」と定義した。
さらに「富の集中が進み、階級の利害が大きく対立するような世界においては、この役割をはたすために組織的なプロパガンダが必要になる」と言い、現代におけるマスメディアのプロパガンダ的役割の意義を明らかにした。
また、「権力行使の手段が官僚機構の手に握られている国々では、メディアの独占的な支配や、それを補完することの多い当局による検閲のおかげで、メディアが支配的なエリート集団の目的に奉仕するものだということは明らかである。だがメディアが民営化され、正式な検閲制度が存在しないような国では、プロパガンダ・システムが働いているのを見抜くのは、はるかに難しい」と、民主的な国家においても独裁的な国家と同じようにメディア・コントロールが働いており、その「見えない」支配を看破することが困難であるという性格を強調している。
このような前提に立ち、プロパガンダ・モデルを提唱する目的を「富と権力の不平等と、それがマスメディアの利害と選択に与える重層的な影響に焦点をあて」、「いかにして資金と権力が、ニュースをフィルター（濾過装置）にかけて活字にするにふさわしいものだけを残し、反対意見をいかに小さく見せ、政府や大手民間企業のメッセージを一般民衆に浸透させることを可能にするか、という流れを追跡する」ことだとしている。その際やはりポイントとなるのが、メディアに携わる人はあくまで誠意・善意に基づいており、世論を操作しようという狙いがないにもかかわらず、こうしたプロパガンダが行われてしまうということである。

## 第1フィルター マスメディアの規模、所有者、利益志向
プロパガンダ・モデルを形成する1つ目の条件は、「少しでも影響力のあるような規模のメディアを所有するには、大規模な投資が必要という制約がかかる」という点である。このフィルターは少なくとも19世紀には適用されており、時代とともにその効果を増大させている。
現代において主要メディア企業はますます巨大事業となり、「株主をはじめとする市場志向・利益重視の圧力の、強い束縛のもとにある経営者によって支配されている。そして巨大メディア企業は、他の大手企業や銀行や政府と密接に連動しており、重要な共通利害を持っている」状況に陥っていることを明らかにし、財界＝メディア間の癒着があることを指摘した。
特に「テレビやラジオの放送局やネットワークは、すべて政府の認可を必要としているため、潜在的に政府の管理といやがらせの対象となる。この純粋に法に規定された依存状態は、メディアを統制するための棍棒として使われてきたのであり、体制の指導を踏みはずしがちなメディアの行動が、この脅威の現実化を誘発する。そのような不測の事態を避けるために、メディアはロビー活動などの政治支出を行ない、政界に人脈を広げ、行動に気をつける」と、政治＝メディア間の癒着を指摘している。さらに、アメリカの巨大メディア企業の役員に官僚出身者が多いことを挙げ、官僚＝メディア間の癒着についても示唆している。

## 第2フィルター 広告という営業認可装置
2つ目の条件として、メディアがその運営のうえで広告に頼らざるを得なくなったことを挙げている。第1フィルター、すなわちメディアの巨大化は市場原理によって引き起こされたが、メディアの広告依存もまた市場原理の結果であった。
メディアが販売収入よりも広告収入を基盤として経営をするようになると、その購入者ではなく広告主の選択がメディアの浮沈に影響するようになる。その結果、メディアは広告主におもねった報道をするようになるのである。そのさい報道内容が高級市場＝富裕層のニーズを満たすものだとしても、「大衆」市場の購読者の大きな部分を容易に獲得することができる、とチョムスキーは言う。
さらに、巨大な広告収入はメディア業界の寡占化を進行させ、労働者階級向けであったり急進的なメディアには広告が集まらないことから、そういったメディアは淘汰されていく。さらに市場原理の必然的な結果として、マスメディアがターゲットにするのは「購買力のある視聴者であって、視聴者そのものではない」、すなわち最初から富裕層に向けた報道を目指すという状況に陥る。
広告主は一般的に、視聴者の購買意欲を妨げるような「深刻で複雑な議論や、不安をかきたてるような論争のある番組」ではなく、セールス・メッセージの普及にふさわしい気分をかもし出す番組、気楽に楽しめる番組を求める。また例外的に、企業が「何か不祥事をしでかしたため、それを棒引きにするような広報活動が必要となったような場合」は、企業が積極的に真面目な番組のスポンサーになろうとすることもあるが、その場合でも「企業は通常、デリケートな問題や対立をあおるような問題を、詳細に検討するような番組のスポンサーにはつきたがらない」。
そのゆえ、「商業放送局のテレビドラマは『広告収入で作成されているので、ほとんど例外なく現在の、この場を扱っている」のに対し、公共放送では、文化といえば『"よその文化"を意味するようになっている…現在この場におけるアメリカの文化、というカテゴリーは、考慮の対象から外されている」といった状況へとつながる。このことは日本においても言えるのではないだろうか。
また、ある番組と次の番組のあいだにも、メディアは視聴者をつなぎとめる工夫をこらす。その結果、他局への切り替えを促しうるドキュメンタリーや文化的な番組の代わりに、「無料の」（すなわち広告で維持された）商業システムが入ることになり、文化的・批判的な内容の番組はメディアが締め出される。チョムスキーは、これは広告を収入源としているメディアであれば二流のメディアであっても同じだと言うが、「それでもなお、主流メディアの周辺では、文化的・政治的な番組がつねに生み出され、生き残っている」ことにも触れている。